# Falkenried B 10/27
B 10/27 – oznaczenie stosowane przez Berliner Verkehrsbetriebe (BVG) dla serii 16 tramwajowych wagonów doczepnych, które wyprodukowano w latach 1908–1911 dla przedsiębiorstwa Elektrische Straßenbahn Spandau–Nonnendamm (SpN). W latach 1923–1945 cztery wagony obsługiwały linię nr 120 do Hennigsdorfu. Po podziale Berlina osiem wagonów stało się własnością BVG-West (kursowały do 1954 r.). BVG-Ost eksploatowało pozostałe pięć wagonów do przełomu lat 1969–1970.

## Historia
Firma Straßenbahn Spandau–Nonnendamm zamówiła na przełomie lat 1908–1909 sześć doczep o numerach taborowych 19–24 w zakładach Falkenried należących do operatora sieci tramwajowej w Hamburgu. Wagony rozpoczęły przewóz pasażerów w okresie świąt wielkanocnych w 1909 r. W latach 1910–1911 do Berlina dostarczono kolejne dziesięć doczep o numerach 25–34. Te dwuosiowe doczepy wyposażono w wejścia z otwartymi platformami na końcach nadwozia.
W 1914 r. spółka Spandauer Straßenbahn (SpS) przejęła obsługę Nonnendammbahn i zmieniła numerację wagonów pierwszej i drugiej serii: otrzymały one odpowiednio numery 8–13 i 187–196.
Po przejęciu przedsiębiorstwa Spandauer Straßenbahn przez Berliner Straßenbahn (BSt) w grudniu 1920 r., sprzęgi trąbkowe w wagonach zastąpiono sprzęgami Alberta. Wagonom silnikowym przypisano numery od 1487 do 1492, natomiast doczepnym: od 1523 do 1532.
W 1923 r. wagony o numerach 1526–1530 przystosowano do obsługi linii 120; otrzymały one szersze obręcze kół oraz hamulce pneumatyczne.
W 1927 r. we wszystkich doczepach zabudowano platformy. W niektórych wagonach zastąpiono dotychczasowe osiem okien po każdej stronie wagonu czterema większymi. Doczepy eksploatowane na linii nr 120 otrzymały w odróżnieniu od pozostałych egzemplarzy dłuższe pomosty (9,68 m zamiast 9,22 m). Oprócz tego, zamiast powszechnych w Berlinie drzwi przesuwnych, zamontowano w nich drzwi harmonijkowe. Po elektryfikacji linii do Hennigsdorfu hamulce pneumatyczne zastąpiono elektrycznymi. W następstwie wymiany hamulców doczepom nadano nowe oznaczenia z przedziału 1471II–1485II. Wraz ze wprowadzeniem przez BVG nowego systemu nazewnictwa taboru doczepy otrzymały oznaczenie B 10/27.
Skutkiem podziału Berlina na sektory było również rozdzielenie spółki BVG na dwa oddziały: zachodni BVG-West i wschodni BVG-Ost. BVG-Ost otrzymało wagony nr 1472II–1474II, 1477II i 1485II, natomiast wagony nr 1471II, 1475III, 1478II i 1481II–1484II stały się częścią taboru BVG-West. Doczepę nr 1476III wycofano z ruchu prawdopodobnie jeszcze przed rokiem 1949, doczepy nr 1479II i 1480II przebudowano przed 1949 r. na lory, którym nadano oznaczenia G 337 i G 338. Podczas gdy do 1954 r. BVG-West wycofało z ruchu wszystkie wagony z nadwoziami drewnianymi, w tym także B 10/27, pięć wagonów z zasobów BVG-Ost eksploatowano do 1969 r. Następnie służyły one jeszcze jako magazyny części zamiennych dla innych wagonów doczepnych: 2253II (ex 1485II), 2254II (ex 1472II), 2258II (ex 1473II), 2289II (ex 1474II) und 2290II (ex 1477II).